# Frankrijk op het Eurovisiesongfestival 2016
Frankrijk nam deel aan het Eurovisiesongfestival 2016 in Stockholm, Zweden. Het was de 59ste deelname van het land op het Eurovisiesongfestival. France 2 was verantwoordelijk voor de Franse bijdrage voor de editie van 2016.

## Selectieprocedure

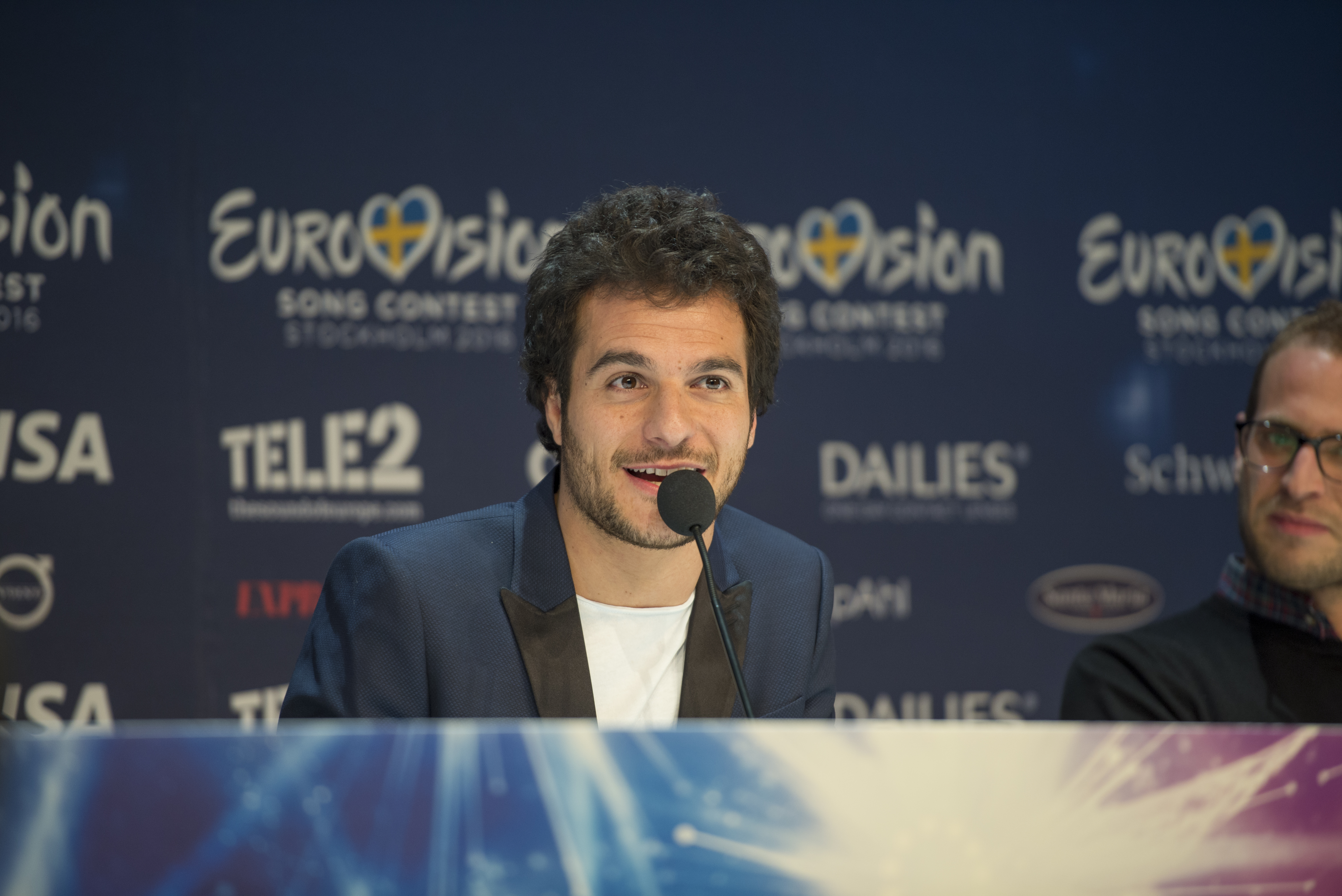
Amir tijdens een meet en greet.

Reeds op 27 mei 2015, amper één week nadat Lisa Angell als 24ste was geëindigd op het Eurovisiesongfestival 2015, maakte France 2 bekend ook in 2016 te zullen deelnemen aan het Eurovisiesongfestival. Ondanks het povere resultaat koos men er wederom voor intern een act te selecteren. De selectie was in handen van directeur Animatie Nathalie André en de nieuw aangestelde Franse delegatieleider op het Eurovisiesongfestival Edoardo Grassi. Geïnteresseerden kregen van 30 september tot en met 31 oktober 2015 de kans om zich kandidaat te stellen voor deelname. De artiesten moesten Franstalig en tussen de 16 en 50 jaar oud zijn. De teksten van de nummers moesten voor minstens 80 % in het Frans zijn. Uiteindelijk ontving men 280 inzendingen. De Franse inzending voor Stockholm werd op 29 februari 2016 bekendgemaakt: het gaat om Amir met het nummer J'ai cherché.

## In Stockholm
Als lid van de vijf grote Eurovisielanden mag Frankrijk rechtstreeks deelnemen aan de grote finale, op zaterdag 14 mei 2016. In de finale trad Frankrijk als elfde van de 26 acts aan en haalde er de zesde plaats.
1956 · 1957 · 1958 · 1959 · 1960 · 1961 · 1962 · 1963 · 1964 · 1965 · 1966 · 1967 · 1968 · 1969 · 1970 · 1971 · 1972 · 1973 · 1974 · 1975 · 1976 · 1977 · 1978 · 1979 · 1980 · 1981 · 1982 · 1983 · 1984 · 1985 · 1986 · 1987 · 1988 · 1989 · 1990 · 1991 · 1992 · 1993 · 1994 · 1995 · 1996 · 1997 · 1998 · 1999 · 2000 · 2001 · 2002 · 2003 · 2004 · 2005 · 2006 · 2007 · 2008 · 2009 · 2010 · 2011 · 2012 · 2013 · 2014 · 2015 · 2016 · 2017 · 2018 · 2019 · 2020 · 2021 · 2022 · 2023 · 2024 · 2025
Albanië · Armenië · Australië · Azerbeidzjan · België · Bosnië en Herzegovina · Bulgarije · Cyprus · Denemarken · Duitsland · Estland · Finland · Frankrijk · Georgië · Griekenland · Hongarije · Ierland · IJsland · Israël · Italië · Kroatië · Letland · Litouwen · Macedonië · Malta · Moldavië · Montenegro · Nederland · Noorwegen · Oekraïne · Oostenrijk · Polen · Rusland · San Marino · Servië · Slovenië · Spanje · Tsjechië · Verenigd Koninkrijk · Wit-Rusland · Zweden · Zwitserland